# فلمینگیا
فلمینگیا (نام علمی: Flemingia) نام یک سرده از تبار فازئولآ است.